# Saison 2012 de l'équipe cycliste Leopard-Trek Continental
La saison 2012 de l'équipe cycliste Leopard-Trek Continental est la première de cette équipe, lancée en 2012.

## Préparation de la saison 2012

### Arrivées et départs
L'équipe disputant sa première saison, l'ensemble des coureurs est arrivé en début de saison en provenance d'autres équipes.

## Coureurs et encadrement technique

### Effectif
| Cycliste           | Date de naissance | Nationalité | Équipe 2011                          |
| ------------------ | ----------------- | ----------- | ------------------------------------ |
| Eugenio Alafaci    | 9 août 1990       | Italie      | Lucchini Maniva Ski                  |
| Giorgio Brambilla  | 19 septembre 1988 | Italie      | De Rosa-Ceramica Flaminia            |
| Jesús Ezquerra     | 30 novembre 1990  | Espagne     |                                      |
| Oliver Hofstetter  | 16 janvier 1990   | Suisse      |                                      |
| Bob Jungels        | 22 septembre 1992 | Luxembourg  |                                      |
| Julian Kern        | 28 décembre 1989  | Allemagne   | Seven Stones                         |
| Alex Kirsch        | 12 juin 1992      | Luxembourg  | UC Dippach                           |
| Alexandr Pliuschin | 13 janvier 1987   | Moldavie    | Katusha                              |
| Pit Schlechter     | 26 octobre 1990   | Luxembourg  |                                      |
| Fabio Silvestre    | 25 janvier 1990   | Portugal    | Liberty Seguros-Santa Maria da Feira |
| Joël Zangerlé      | 11 octobre 1988   | Luxembourg  | Differdange Magic-SportFood.de       |
| Stagiaire          | Date de naissance | Nationalité | Équipe 2012                          |
| Piero Baffi        | 8 septembre 1990  | Italie      | Idea 2010                            |
| Jan Hirt           | 21 janvier 1991   | Tchéquie    | Podenzano Tecninox                   |
| Triathlète         | Date de naissance | Nationalité | Équipe 2011                          |
| Dirk Bockel        | 18 octobre 1976   | Luxembourg  |                                      |

## Bilan de la saison

### Victoires

#### Sur route
| Date       | Course                                              | Pays       | Classe | Vainqueur          |
| ---------- | --------------------------------------------------- | ---------- | ------ | ------------------ |
| 11/03/2012 | Dorpenomloop Rucphen                                | Pays-Bas   | 1.2    | Giorgio Brambilla  |
| 01/04/2012 | Triptyque des Monts et Châteaux                     | Belgique   | 2.2    | Bob Jungels        |
| 18/05/2012 | 3e étape de la Flèche du Sud                        | Luxembourg | 2.2    | Julian Kern        |
| 19/05/2012 | 4e étape de la Flèche du Sud                        | Luxembourg | 2.2    | Bob Jungels        |
| 20/05/2012 | Flèche du Sud                                       | Luxembourg | 2.2    | Bob Jungels        |
| 27/05/2012 | Paris-Roubaix espoirs                               | France     | 1.2U   | Bob Jungels        |
| 21/06/2012 | Championnat du Luxembourg du contre-la-montre       | Luxembourg | CN     | Bob Jungels        |
| 22/06/2012 | Championnat du Portugal du contre-la-montre espoirs | Portugal   | CN     | Fabio Silvestre    |
| 24/06/2012 | Championnat de Moldavie sur route                   | Moldavie   | CN     | Alexandr Pliuschin |
| 24/06/2012 | Championnat du Luxembourg sur route espoirs         | Luxembourg | CN     | Alex Kirsch        |
| 20/07/2012 | 4e étape du Tour de la Vallée d'Aoste               | Italie     | 2.2U   | Bob Jungels        |

#### En Ironman/Triathlon
| Date       | Course                | Pays      | Classe  | Vainqueur   |
| ---------- | --------------------- | --------- | ------- | ----------- |
| 17/06/2012 | Ironman de Ratisbonne | Allemagne | Ironman | Dirk Bockel |
| 01/07/2012 | Triathlon de Chiemsee | Allemagne | Ironman | Dirk Bockel |

### Classement UCI

#### UCI Europe Tour
L'équipe Leopard-Trek Continental termine à la dix-septième place de l'Europe Tour avec 769 points. Ce total est obtenu par l'addition des points des huit meilleurs coureurs de l'équipe au classement individuel,.
| Rang  | Coureur            | Points |
| ----- | ------------------ | ------ |
| 23    | Bob Jungels        | 263    |
| 83    | Julian Kern        | 131,5  |
| 89    | Alexandr Pliuschin | 129    |
| 97    | Giorgio Brambilla  | 121    |
| 223   | Eugenio Alafaci    | 68     |
| 495   | Fabio Silvestre    | 26,5   |
| 628   | Oliver Hofstetter  | 16     |
| 678   | Alex Kirsch        | 14     |
| 703   | Pit Schlechter     | 13     |
| 847   | Jesús Ezquerra     | 8,5    |
| 1 199 | Joël Zangerlé      | 0,5    |